# Lo malo es... ni darse cuenta
Lo malo es... ni darse cuenta es el título del duodécimo álbum de estudio Rosendo Mercado -decimoquinto en total- en su etapa en solitario, publicado en 2005 por el sello DRO East West.

## Información del álbum
La portada es un dibujo de Santos Bañado. El estilo musical sigue en la misma tónica que en los dos álbumes anteriores. Rosendo se une con su particular homenaje al quinto centenario de la publicación del Quijote con El acogote

## Temas
1. Atajo de cobayas (R. Mercado) - 3:47
2. Cada día (R. Mercado) - 4:27
3. El acogote (R. Mercado) - 3:27
4. Duele pensar (R. Mercado) - 3:13
5. Periférico (R. Mercado) - 4:24
6. Darse cuenta (R. Mercado) - 4:00
7. Son máquinas (R. Mercado) - 5:06
8. Todos los caminos (R. Mercado) - 4:13
9. A mí no me duele na! (R. Mercado) - 3:16
10. Salir de la maleza (Rodrigo Mercado / Rosendo Mercado) - 4:20

## Músicos
- Rosendo Mercado: Guitarra y voz
- Mariano Montero: Batería y percusión
- Rafa J. Vegas: Bajo

- Datos: Q5978005